# Господска улица (песма)
Господска улица је песма Бориса Режака.
Објављена је 2023. године, 22. априла, када Бања Лука слави дан града. Аутор текста и музике је Беба Балашевић, под псеудонимом Baby Jones. Борис је од Бебе затражио љубавну песму која ће бити омаж његовом родном граду Бањалуци, из ког је отишао како би се посветио својој каријери. У тексту се помињу: Господска улица, Кастел и Врбас. Улица Веселина Маслеше, познатија као Господска улица, налази се у самом центру овог града. Режак је изјавио: Господска улица је легат мом родном граду.
Борис је за Господска улица освојио награду Накси звезда за најбољу песму 2024. године.
Нумера је постала популарна међу младенцима, пошто се често бира као песма за први плес.